# Ciudad Juárez
Pour les articles homonymes, voir Juárez.
 (septembre 2011).
Si vous disposez d'ouvrages ou d'articles de référence ou si vous connaissez des sites web de qualité traitant du thème abordé ici, merci de compléter l'article en donnant les références utiles à sa vérifiabilité et en les liant à la section « Notes et références ».
Ciudad Juárez (/sjuˈdad ˈxwaɾes/ ) ou plus simplement Juárez, est une ville située au nord de l'État de Chihuahua au Mexique.

## Géographie
Elle se trouve sur la rive droite du Río Bravo, qui forme la frontière avec les États-Unis, en face de la ville texane d'El Paso sur la rive gauche.
Elle comptait 1 501 551 habitants en 2020, ce qui en fait la plus grande de son État et la sixième  ville du Mexique. Elle forme avec El Paso une agglomération d'environ 2,7 millions de personnes.

## Histoire
En 1659, des explorateurs espagnols fondèrent un village El Paso del Norte (i.e. Le Passage du Nord) et la mission de Nuestra Señora de Guadalupe lors de leur recherche d'un point de passage entre les montagnes Rocheuses au Nord et la Sierra Madre orientale au Sud. Le bâtiment de la mission reste aujourd'hui l'un des plus anciens bâtiments encore en usage du continent américain.
En 1848, le traité de Guadalupe Hidalgo fixe le Rio Grande comme frontière avec les États-Unis. Les fluctuations de cours du fleuve donneront cependant lieu à des disputes entre les deux états (le problème Chamizal) qui trouveront une fin avec la convention de Chamizal en 1963 et la canalisation du fleuve payée par les deux pays. Les États-Unis rendront à cette occasion 18 hectares de terrain qui se trouvaient sur le territoire mexicain au moment des accords de 1848, lesquels forment aujourd'hui le plus grand parc de Ciudad Juárez.
Durant l'expédition française du Mexique (1861-1867), les forces républicaines de Benito Juárez s'y réfugient et en font leur capitale. C'est pourquoi par la suite, le 24 juillet 1888, elle fut rebaptisée Ciudad Juárez en son honneur.
En mai 1911 la ville est prise par les troupes de Peppino Garibaldi, Pascual Orozco partisans de Francisco Madero placés sous les  ordres de Francisco Villa.

## Géographie
C'est une ville de 321 km2 limitée à l'ouest par la sierra de Juárez et située à 1 120 mètres d'altitude, en plein désert de Chihuahua.
La municipalité de Juárez a une surface totale de 4 853,8 km2 dont les coordonnées extrêmes sont :
- Latitude : 31°07'38 et 31°48 '0 N
- Longitude : 106°06'57 et 106°98 '44 O.

Avec la forte croissance de l'agglomération de Juárez-El Paso, un des problèmes est l'accès à l'eau car les ressources sont limitées au Río Bravo et à la nappe phréatique située sous les deux villes.[réf. nécessaire]

## Climat
Le climat de Ciudad Juárez est désertique, et donc assez extrême, ce qui est en partie dû à l'altitude de la région.
Les températures varient beaucoup d'une saison à l'autre : de 45,5 °C en été (température maximale enregistrée en juin 1994) jusqu'à −22,2 °C en hiver (température minimale enregistrée en novembre 1962). Les hivers sont légèrement froids, et les chutes de neige sont dues aux masses d'air froid en provenance du Nord-ouest des États-Unis bien qu'elles aient lieu généralement dans les endroits les plus élevés de la vallée de Juárez. Les précipitations annuelles moyennes sont de 275 mm.
La température annuelle moyenne de la ville en 2008 était de 20,7 °C, avec des variations moyennes de 9,6 °C en janvier (le mois le plus froid) à 32,8 °C en juillet (le mois le plus chaud).
| Mois                                  | jan.           | fév.             | mars           | avril         | mai           | juin          | jui.            | août          | sep.         | oct.         | nov.          | déc.           | année          |
| ------------------------------------- | -------------- | ---------------- | -------------- | ------------- | ------------- | ------------- | --------------- | ------------- | ------------ | ------------ | ------------- | -------------- | -------------- |
| Température minimale moyenne (°C)     | −2,3           | 0,5              | 3,4            | 8,5           | 12,5          | 16,2          | 19,6            | 18,5          | 15,4         | 8,9          | 2,5           | −0,8           | 8,6            |
| Température moyenne (°C)              | 5,3            | 8,2              | 11,8           | 17,2          | 21,5          | 25,4          | 27,3            | 26,2          | 22,8         | 17,1         | 10,7          | 6,6            | 16,7           |
| Température maximale moyenne (°C)     | 13             | 15,9             | 20,3           | 25,8          | 30,5          | 34,6          | 35              | 33,9          | 30,2         | 25,4         | 18,8          | 13,9           | 24,8           |
| Record de froid (°C) date du record   | −23 1967-01-22 | −18,5 2011-02-04 | −13 1965-03-04 | −5 1965-04-03 | 1 1984-05-01  | 5 1960-06-07  | 10 1964-07-01   | 10 1960-08-12 | 7 1964-09-02 | 0 1965-10-07 | −9 1966-11-16 | −12 1966-12-01 | −23 1967-01-22 |
| Record de chaleur (°C) date du record | 26 1967-01-22  | 29,5 1986-02-26  | 33 1960-03-30  | 38 1964-04-19 | 39 1984-05-27 | 44 1960-06-19 | 47,3 1963-07-24 | 39 1960-08-02 | 39           | 35           | 32            | 24,5           | 47,3           |
| Précipitations (mm)                   | 9              | 10,1             | 5              | 4,5           | 5,4           | 19,7          | 40              | 48,4          | 37,6         | 17,1         | 11,7          | 20,2           | 228,7          |
| Nombre de jours avec neige            | 2              | 1                | 0              | 0             | 0             | 0             | 0               | 0             | 0            | 0            | 0             | 1              | 4              |
| Nombre de jours avec grêle            | 0,2            | 0,4              | 0,1            | 0,1           | 0,2           | 0,1           | 0,1             | 0,1           | 0            | 0,1          | 0,2           | 0,2            | 1,8            |
| Nombre de jours d'orage               | 0              | 0,1              | 0              | 0,1           | 0,3           | 0,4           | 3,1             | 2,3           | 1,3          | 0,3          | 0,2           | 0,2            | 8,3            |
| Nombre de jours avec brouillard       | 0,1            | 0                | 0              | 0             | 0             | 0             | 0               | 0             | 0            | 0            | 0             | 0,4            | 0,5            |

| Diagramme climatique                                  |             |          |            |             |              |          |              |              |             |             |              |
| J                                                     | F           | M        | A          | M           | J            | J        | A            | S            | O           | N           | D            |
| 13−2,39                                               | 15,90,510,1 | 20,33,45 | 25,88,54,5 | 30,512,55,4 | 34,616,219,7 | 3519,640 | 33,918,548,4 | 30,215,437,6 | 25,48,917,1 | 18,82,511,7 | 13,9−0,820,2 |
| Moyennes : • Temp. maxi et mini °C • Précipitation mm |             |          |            |             |              |          |              |              |             |             |              |

## Économie
Pendant le XIXe siècle, l'économie de Ciudad Juárez était axée sur la production agricole : blé, haricot, maïs, vigne et prunes, puis le coton à partir de 1923, cultivé dans la vallée de Juárez.[réf. nécessaire] D'une grande qualité jusque dans les années 1960, la chute des prix et la fin du programme bracero ont mis un coup d’arrêt à l'économie agricole.[Information douteuse] Le gouvernement mexicain a alors encouragé l’ouverture à l’industrie maquiladora qui est aujourd'hui la principale base de l’économie de Ciudad Juárez. L'entrée en vigueur au 1er janvier 1994 de l'ALENA entre le Canada, les États-Unis et le Mexique a provoqué un essor sans précédent de cette industrie frontalière. En 1998, 64 % de la population active travaillait dans le secteur secondaire, ce qui donne une idée de sa prééminence dans l'activité économique de Ciudad Juárez, comme c'est d'ailleurs le cas pour la majeure partie des villes frontalières du Nord du Mexique.
Ciudad Juárez possède un aéroport international (aéroport international Abraham González, code AITA : CJS).

## Criminalité
Ciudad Juárez est tristement connue pour sa criminalité (d'où son surnom par les médias de « capitale mondiale du meurtre », ou «capitale mondiale du féminicide») et plus particulièrement pour les nombreux meurtres de femmes (4 000 entre 1993 et 2003) qui ont surtout eu lieu dans les années 1990 et au début des années 2000. Environ 200 000 ouvrières travaillent dans cette ville venant souvent d'autres régions du Mexique, se retrouvant sans attache et faisant donc des cibles vulnérables. Après un pic de plus de 3 000 meurtres en 2010, le taux d'homicide a diminué à la suite du déploiement de l'armée dans la région.
Cependant, une étude du Conseil citoyen pour la sécurité publique et la justice pénale (CCSPJP) l'a qualifié de la deuxième ville la plus dangereuse au monde en 2019, avec 104 homicides pour 100 000 habitants, à savoir le deuxième plus haut taux d'homicide relevé pour une ville dans le monde entier cette année-là - juste derrière une autre ville mexicaine, Tijuana, qui avait un taux de 134 homicides pour 100 000 habitants.

## Évêché
- Diocèse de Ciudad Juárez
- Cathédrale de Ciudad Juárez

## Juarenses célèbres
- Juan Gabriel, chanteur, y a passé son enfance et fait ses débuts dans la chanson.
- Teófilo Borunda, gouverneur de l'État de Chihuahua de 1956 à 1962, sénateur et député fédéral en a été le gouverneur municipal dans les années 1940
- Eddie Guerrero, catcheur, y a fait ses débuts.
- Liliana Domínguez, top-modèle, y est née
- María Barracuda, chanteuse, y a passé son enfance
- Vanessa Guzmán, miss Mexique 1996, y a passé son enfance
- Susana Chávez, poète et militante des droits de l'homme, assassinée en 2011 à Ciudad Juárez
- Gilbert Roland, acteur américano-mexicain y est né en 1905.
- Isabel Cabanillas de la Torre, artiste, y est née en 1993 et morte en 2020.
- Steve McQueen y est décédé en 1980.